# Hans Höher
Hans Höher (geb. am 22. Dezember 1939 in Leipzig) gilt als ein Original der Stadt Leipzig. Er ist fraglos der berühmteste Eisverkäufer der Stadt.
Höher begann nach seiner Ausbildung 1962 als Filmvorführer im Filmkunsttheater Casino am Leipziger Neumarkt. Obwohl in der DDR offiziell nicht genehmigt, verkaufte er schon hier Eis an die Kinobesucher. Dafür hatte das Kino sein Café Casino-Club. 1993 wurde das Filmkunsttheater Casino geschlossen. Höhers neue Arbeitsstelle wurde das Kino Capitol im Petershof. Seit der deutschen Wiedervereinigung durfte er offiziell Eis an seine Gäste verkaufen, wovon er rege Gebrauch machte. 2003 wurde auch das Capitol geschlossen, und im Jahr darauf erreichte Höher das Rentenalter, was ihn jedoch nicht davon abhielt, in den verbleibenden Leipziger Kinos Eis zu verkaufen.
Er verkaufte sein Eis mit flotten Sprüchen und wirkte durch seine unterhaltsame Art belebend auf die Stimmung der Kinobesucher. So blieb er seiner großen Liebe zum Film immer noch verbunden. Seine letzte Wirkungsstätte war seit fast 20 Jahren der Reudnitzer Regina-Palast. Hier verkaufte er am 13. März 2022 letztmals sein Eis und wurde am 16. März vom Team des Kinos feierlich verabschiedet, ziemlich genau 60 Jahre nach seinem Eintritt ins „Filmgeschäft“.
Einmal wurde er auch selbst zum Darsteller. 1998 drehte der NDR auf Mallorca mit ihm einen Lotto-Werbespot.